# ケネス・スティーブンズ
ケネス・スティーブンズ（Kenneth N. Stevens, 1924年3月24日 - 2013年8月19日）は、アメリカ合衆国の言語学者、音声学者。マサチューセッツ工科大学（MIT）で電子工学、コンピュータ科学の教授を務めた。
MITの電子研究所の音声通信グループのリーダーを務め、音響音声学の世界的権威である。1952年にレオ・ベラネックの下でMITで博士号を取り、1999年にビル・クリントン大統領からアメリカ国家科学賞を授与された。